# Escala cigana
A escala cigana, ou escala gypsy, é uma forma de organização melódica que ficou conhecida por esse nome devido ao fato de ser muito utilizada pelos ciganos. Ainda é muito usada na música erudita, sendo muitos os que abordaram seus formatos, como Brahms e Liszt. Esta abordagem é característica do estilo de composição adotado pelos compositores do período romântico, que se inspiravam nas sonoridades próprias dos povos dos seus países ou das regiões de origem destes compositores - por isso também se afirma que o romantismo é um período nacionalista. Franz Liszt, cujo nome original, Férenc, denota sua nacionalidade húngara, tinha convivido com a tradição dos povos ciganos presentes em seu país natal, que lhe inspiraram com suas tradições culturais e musicais. Também como ele, o compositor Zoltan Kodály (também de nacionalidade húngara, como Liszt) se inspirou nas sonoridades da tradição cigana para realizar as suas criações musicais.
Escala harmônica dupla (maior), escala bizantina, o quinto modo da escala menor húngara.
Escala menor húngara, escala dupla menor harmônica, é a escala menor com quarto e sétimo graus elevados.
Escala dominante frígia, escala Freygish, ou escala judaica.

## Descrição
Trata-se de uma escala menor harmônica (escala menor húngara) com uma alteração ascendente de um semitom no IV grau. Além da sonoridade cigana e húngara, esta escala pode ser considerada como parte da família de escalas com sonoridade bizantina e pode ser usada para improvisos em acordes menores com a sétima maior, Cm(Maj7), ou em acordes dominantes alterados.

A escala menor húngara em dó, ascendente:

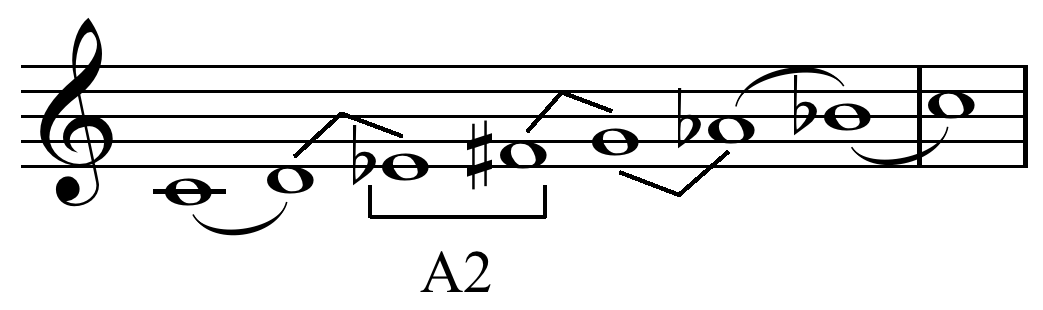
Gypsy (Aeolian 4) scale on CFicheiro:Gypsy_minor_scale.mid

## Exemplos
1. Partindo da tonalidade de Dó menor:
- dó - ré - mib - fá# - sol - láb - si

2. Partindo da tonalidade de Lá menor:
- lá - sí - dó - ré# - mí - fá - sol#

3. Partindo da tonalidade de Sol menor:
- sol - lá - síb - dó# - ré - míb - fá#

## Outros tipos
As escalas como assim citadas constam de vários livros, porém, no livro Teoria da Música de Bohumil Med a escala cigana se apresenta diferente. Partindo da tonalidade Dó menor é:
- dó -  - mi - fá - sol - láb - si

Partindo da tonalidade Lá  menor:
- lá - síb - dó# - ré - mí - fá - sol#

## Modos
| Tipo | Nome da escala                                                     | Graus | Graus | Graus | Graus | Graus | Graus | Graus | Graus |
| ---- | ------------------------------------------------------------------ | ----- | ----- | ----- | ----- | ----- | ----- | ----- | ----- |
| 1    | Harmônica dupla menor                                              | 1     | 2     | ♭3    | ♯4    | 5     | ♭6    | 7     | 8     |
| 2    | Oriental                                                           | 1     | ♭2    | 3     | 4     | ♭5    | 6     | ♭7    | 8     |
| 3    | Ionian ♯2 ♯5                                                       | 1     | ♯2    | 3     | 4     | ♯5    | 6     | 7     | 8     |
| 4    | Locrian 3 7                                                        | 1     | ♭2    | 3     | 4     | ♭5    | ♭6    | 7     | 8     |
| 5    | Harmônica dupla maior ou Modo frígio dominante (Phrygian Dominant) | 1     | ♭2    | 3     | 4     | 5     | ♭6    | 7     | 8     |
| 6    | Lydian ♯2 ♯6                                                       | 1     | ♯2    | 3     | ♯4    | 5     | ♯6    | 7     | 8     |
| 7    | Ultraphrygian ou Phrygian ♭4 7                                     | 1     | ♭2    | ♭3    | ♭4    | 5     | ♭6    | 7     | 8     |